# 张丁华
张丁华（1933年6月—2021年1月25日），河南陕县人，中华人民共和国政治人物。西北大学俄语专科语言文学专业毕业；曾先后在北京石油专科学校、北京石油学院石油地质专业进修。1956年3月加入中国共产党；是中共第十三届中央纪律检查委员会委员，第十四、十五届中央委员。曾任中华全国总工会副主席、书记处第一书记，中共内蒙古自治区党委副书记等职，是第九届、十届全国人大常委会委员、内务司法委员会副主任委员。

## 生平

### 早年经历
张丁华出生于河南省陕县会兴街道新兴村，早年就读于陕西省西安中学；1951年进入西北大学俄语专业学习，曾在原北京石油专科学校进修。毕业后，被分配到中央部委工作；先后在燃料工业部、石油工业部担任翻译；1955年进入北京石油学院石油地质专业进修，是中共培养的第一批石油专业干部。

### 建设油田
为期一年的进修结束后，1956年张丁华被派往中国西北地区的柴达木盆地从事勘探石油工作。历任青海省石油勘探局专家工作室副主任；油泉子试油队队长，采油大队副大队长、大队长，钻采区队党支部书记、区队长，冷湖油矿地质室主任，地质科学研究所党支部书记等职。1964年调胜利油田工作；任勘探报社副社长。
文革开始后，张丁华受冲击，被下放采油队劳动。1970年恢复工作后，历任胜利油田采油指挥部宣传组副组长、政治处副主任、副政治委员兼政治处主任，胜利油田会战指挥部政治部副主任。改革开放后，1979年起，张丁华参与负责大港油田的建设，曾任油田建设指挥部副总指挥；1983年6月，任大港石油管理局党委书记，开始转型为党工干部。 

### 转型党工
1985年10月，张丁华出任中共天津市委常委、市委宣传部部长、市纪委书记；并于1987年11月当选第十三届中纪委委员；1988年，升任中共内蒙古自治区党委副书记、兼自治区党校校长；1991年，当选全国总工会副主席、书记处第一书记，是尉健行的副手。1998年10月，在中国工会第十三次全国代表大会后，退休。
1998年12月，被增补为第九届全国人大内务司法委员会副主任委员；2003年3月当选连任第十届全国人大内务司法委员会副主任委员。

### 晚年
2021年1月25日，因病在北京逝世，享年87岁。